# Smršť (kniha)
Smršť (anglicky Whirlwind) je román od Jamese Clavella, poprvé vydaný v roce 1986. Je chronologicky poslední knihou z tzv. Asijské ságy – šestice Clavellových románů z asijského prostředí.
Děj se odehrává v Íránu v roce 1979 a soustředí se na osudy skupiny pilotů vrtulníků firmy Struan's během pádu íránské monarchie a vzestupu Ajatolláha Chomejního. Stejně jako v ostatních Clavellových románech i ve Smršti vystupuje velké množství postav a prolíná se tu mnoho dějových linií.